# Piscina olimpionica comunale di Palermo
La piscina olimpionica di Palermo  è una struttura sportiva cittadina.

## Storia

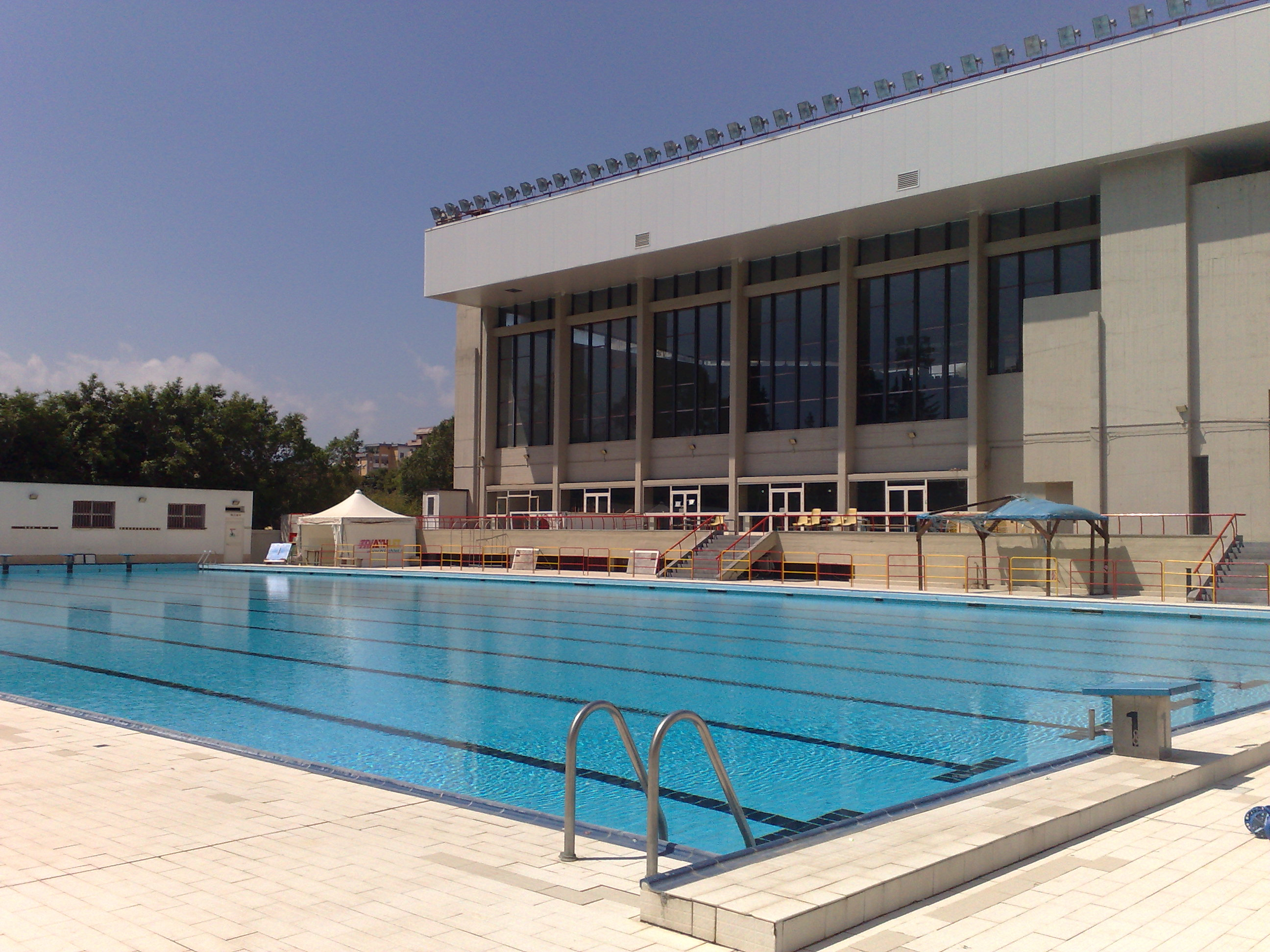
La piscina esterna

Costruita tra il 1963 e il 1970 su progetto dell'architetto Gianni Pirrone, è stata ristrutturata in occasione della XIX Universiade del 1997. Inoltre ha ospitato le gare di nuoto dei XV Jeux des îles.
Il complesso è composto da due vasche olimpioniche da 50 metri per otto corsie, una interna, e una esterna riscaldata. La vasca interna dispone di un palco da 1.000 posti a sedere e trampolini per tuffi. All'interno della struttura sono presenti anche una palestra attrezzata per ginnastica e attrezzi e un campo per pallavolo e basket, oltre a un bar e a un piccolo negozio di abbigliamento per nuoto.
La piscina è intitolata a Ottavio Garajo, stella d’oro del CONI nel 1998.
Nel mese di maggio del 2021 ha ospitato la fase finale della Coppa Italia maschile di pallanuoto.
Nel 2024 viene annunciata la chiusura temporanea dell'impianto per lavori di ristrutturazione finanziati dal Piano nazionale di ripresa e resilienza (PNRR). che dovrebbero durare all'incirca un anno.